# طائر النو أولسون
طائِر النَّوّ أولسون (الاسم العلمي: Bulweria bifax)، ويعرف باسم طائر النو سانت هيلانه الصغير أو طائر النو سانت هيلانه بولويرس، كان نوعًا من الطيور البحرية المنتمية إلى فصيلة الطيور النوية. كان يستوطن سانت هيلانه.